# Batalha de Lara-Quilmes
A Batalha de Lara-Quilmes, ocorrida na Guerra da Cisplatina entre Brasil e Argentina, iniciou-se na madrugada de 30 de junho de 1826.

## Batalha
Tendo trocado tiros na véspera, as esquadras argentina e brasileira amanheceram o dia juntas. 
A brasileira, junto a Punta de Lara: fragata Niterói (38 canhões), corvetas Itaparica (20 canhões), Maria da Glória (30 canhões) e Maceió (20 canhões); brigues Caboclo (18 canhões), Pirajá (22 canhões) e 29 de agosto (18 canhões), e a escuna Leal Paulistana (8 canhões). Tinha também outros barcos, a sotavento, distanciados (por exemplo, o 9 de Janeiro - 2 canhões, o 12 de outubro - 2 canhões, o 7 de março - 3 canhões, e a Conceição - 4 canhões).
A barlavento, em linha reta, encontrava-se a esquadra argentina, com seus melhores navios: a fragata 25 de Mayo (36 canhões), o brigue-barca Congreso (18 canhões), o Independencia (22 canhões), o Republica (16 canhões) e o Balcarce (14 canhões); o corsário Oriental-Argentino (13 canhões); as escunas Sarandi (8 canhões), Rio (1 canhão) e Pepa (1 canhão); e nove canhoneiras.
O Pirajá, postado entre as duas linhas, iniciou o tiroteio. A esquadra argentina virou em roda e orçou estibordo. A brasileira virou por avante e o Caboclo e a Niterói, à frente, cortaram a linha inimiga, ganhando barlavento e aproximando-se bastante da 25 de Mayo, que meteu em cheio e conduziu os demais em retirada, à força de vela.
Tinha-se iniciado a perseguição. Isolada, a 25 de Mayo viu-se coberta a barlavento pelos fogos da Niterói e do Caboclo e a sotavento pelos da Maria da Glória e da Leal Paulistana, que a fustigava pela popa com tiros do seu rodízio de proa. O Caboclo teve o braço grande cortado pelas balas da embarcação adversária, atravessada a gávea, ferido o comandante, em razão do qual atrasou-se.  Pelas 10h30, a 25 de Mayo, quase desmantelada, arribou até receber vento pela alheta, ocasião em que a Niterói também arribou e tocou o fundo. Já a Maria da Glória deixara a linha, por falta de água. A Liberal, que ficara para trás, não podia alcançar as embarcações republicanas, o mesmo acontecendo com o Pirajá, enquanto a Itaparica mostrava o mastaréu do velacho desarvorado. O 28 de Agosto, a Leal Paulistana e a Maceió davam continuação à caça. Fustigada, a 25 de Mayo então encalhou no banco de La Ciudad, onde, aos poucos, foram ter os outros barcos. Às 11h00 o almirante republicano Brown deixou a 25 de Mayo e retornou para Buenos Aires a bordo do Republica. 
Terminada a batalha com a vitória brasileira, as baixas somavam seis mortos e vinte e quatro feridos. A Argentina não divulgou suas baixas, mas sua maior perda material foi o navio 25 de Mayo (sua principal embarcação) que, devido ao seu estado danificado, não pôde ser mais utilizado.

## Ordem de Batalha

### Império do Brasil
| Navios          | Tipo        | Canhões |
| --------------- | ----------- | ------- |
| Niterói         | Fragata     | 38      |
| Maria da Glória | Corveta     | 30      |
| Liberal         | Corveta     | 22      |
| Maceió          | Corveta     | 20      |
| Itaparica       | Corveta     | 20      |
| Caboclo         | Brigue      | 18      |
| 29 de Agosto    | Brigue      | 18      |
| Pirajá          | Brigue      | 18      |
| Leal Paulistana | Escuna      | 8       |
| Conceição       | Navio menor | 4       |
| Dona Paula      | Navio menor | 4       |
| 7 de Março      | Navio menor | 3       |
| 9 de Janeiro    | Navio menor | 2       |
| 12 de Outubro   | Navio menor | 2       |
| Itaparica       | Navio menor | 1       |

### Províncias Unidas do Rio da Prata
| Navios             | Tipo       | Canhões       |
| ------------------ | ---------- | ------------- |
| 25 de Mayo         | Fragata    | 36            |
| Independencia      | Brigue     | 22            |
| Congreso           | Brigue     | 18            |
| Republica          | Brigue     | 16            |
| Balcarce           | Brigue     | 14            |
| Oriental-Argentino | Corsário   | 13            |
| Sarandi            | Escuna     | 8             |
| Rio                | Escuna     | 1             |
| Pepa               | Escuna     | 1             |
| 9 Canhoneiras      | Canhoneira | 1 canhão cada |

## A batalha segundo o historiador militar Robert Scheina
| “ | Durante a noite de 29 de julho, Brown, comandando dezoito pequenos navios de guerra, mais uma vez, saiu e tentou sem sucesso surpreender os brasileiros. No dia seguinte, enquanto os esquadrões da Argentina aproximavam-se dos brasileiros em ângulo reto, Norton dividiu sua força, para controlar os argentinos mediante fogo cruzado (entre dois fogos). Brown, no 25 de Mayo, mudou o curso. A frota argentina então ficou sob sob fogo pesado. Depois de três horas de combate, a frota argentina escapou em águas rasas. O 25 de Mayo tornou-se um destroço flutuante e ia sendo rebocado para Los Pozos quando capotou e afundou. Os brasileiros perderam seis mortos e vinte feridos; no último grupo esteve John Pascoe Grenfell que perdeu um braço. As perdas argentinas podem ter sido tão altas quanto uma centena de mortos e uma centena de feridos. | ” |

## A batalha de acordo com a descrição do Barão do Rio Branco
| “ | Combate naval de Lara Quilmes. Ao amanhecer estavam fundeados na altura da Ponta de Lara os seguintes navios brasileiros (ver efeméride do dia anterior): fragata Niterói; corvetas Maria da Glória, Itaparica e Maceió; brigues Caboclo, Pirajá e 29 de Agosto; e escuna Leal Paulistana; a alguma distância a leste, a corveta Liberal, que logo velejou para incorporar-se à força principal. Os outros navios demoravam a sotavento, alguns na distância de casco alagado. Soprava pequena brisa do norte, oito navios argentinos estavam fundeados a barlavento, em linha quase paralela a nossa: a fragata 25 de Mayo; o brigue-barca Congreso; os brigues Independência, República, Balcarce e Oriental-Argentino; e as escunas Rio e Sarandí. O brigue Pirajá, que ficava entre a nossa linha e a inimiga, rompeu o fogo. As duas esquadras puseram-se em movimento quase ao mesmo tempo: a argentina virou em roda e orçou com amuras a estibordo; a brasileira virou por davante, e a Niterói e o Caboclo, que iam à frente, cortaram a linha inimiga, ganhando barlavento e aproximando-se, até a distância de tiro de pistola, da 25 de Mayo. Esta meteu em cheio e os outros navios argentinos orçaram em retirada, fazendo todos força de vela. O combate reduziu-se, assim, a uma ativa perseguição. A 25 de Mayo, separada da sua esquadra, foi atacada de barlavento pelo Niterói e pelo Caboclo, e de sotavento pela Maria da Glória. A Leal Paulistana acompanhou-o de perto, batendo-lhe a popa com o rodízio de proa. O fogo de um dos brigues inimigos cortou no Caboclo o braço grande e fez-lhe atravessar a gávea, sendo então ferido o comandante Grenfell. Depois deste acontecimento, o Caboclo atrasou-se. Às 10h30 a fragata inimiga, quase completamente desmantelada, arribou até ter o vento pela alheta. A Niterói arribou também e, nessa ocasião, tocou no fundo. A Maria da Glória já tinha sido obrigada a virar por falta de água. A Liberal, muito atrasada, não podia alcançar mais o inimigo. O Pirajá também manobrara mal e ficara distanciado. A corveta Itaparica tinha desarvorado o mastaréu do velacho, atacando os brigues inimigos que fugiam. Os outros navios brasileiros, que eram o 29 de Agosto, a Leal Paulistana e a Maceió, continuavam a caça, acompanhando os brigues e as escunas argentinas, de sorte que a 25 de Mayo pôde escapar, indo encalhar sobre o banco de La Ciudad, onde foi protegida pelas suas canhoneiras e pelos fugitivos que se foram aos poucos reunindo. Às 11h, Brown passou o seu pavilhão para o República, e Norton fez o sinal de levantar a caça e de reunir. Alguns dos navios inimigos foram encalhar no banco de Camarones. Tivemos neste combate seis mortos e 24 feridos, entre estes o capitão de fragata Grenfell e o primeiro-tenente Rafael de Carvalho, comandantes do Caboclo e do 29 de Agosto, e o segundo-tenente James Taylor, oficial da Niterói. A perda que os nossos adversários tiveram no pessoal não é bem conhecida. Sabe-se apenas que foi muito grande a bordo da 25 de Mayo. O Correio Nacional, de Buenos Aires, disse no dia 1o de agosto: [...] De acordo com os relatórios oficiosos, parece que não excede 30 mortos e 70 feridos. O Mensagero Argentino (3 de agosto) e o British Packet (no 1, de 4 de agosto) reduziram a 48 os mortos e feridos; no entanto, um ano depois, este último (no 46, de 17 de junho de 1827) dava outro algarismo, 55 mortos e feridos. A fragata 25 de Mayo nunca mais pôde servir. Quando entrou nos Pozos, rebocada pelas canhoneiras, as únicas velas que tinha eram o traquete, o velacho e a rabeca. | ” |